# Todaroa aurea
Todaroa aurea är en flockblommig växtart som beskrevs av Filippo Parlatore. Todaroa aurea ingår i släktet Todaroa och familjen flockblommiga växter. Utöver nominatformen finns också underarten T. a. suaveolens.

## Bildgalleri

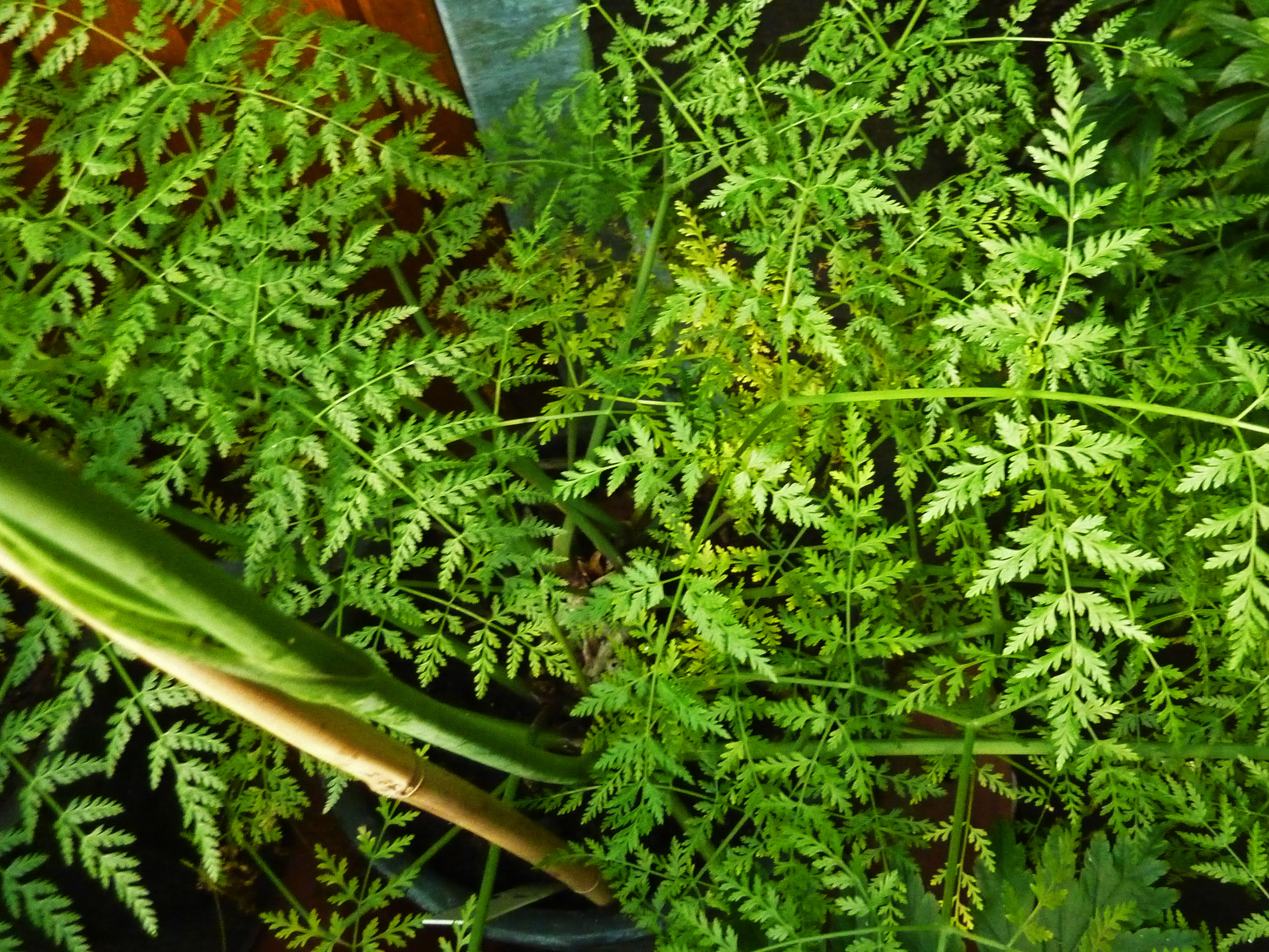
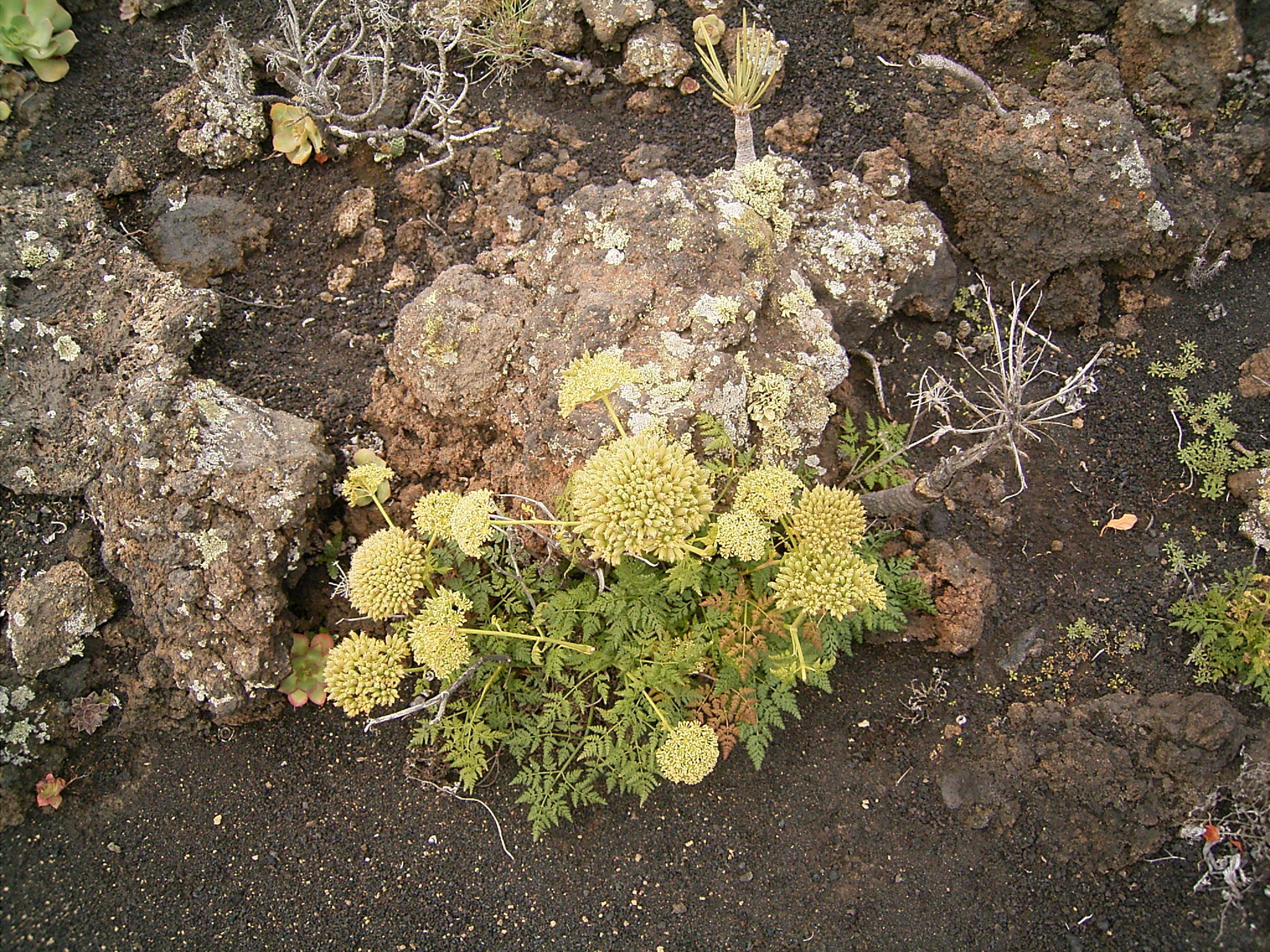
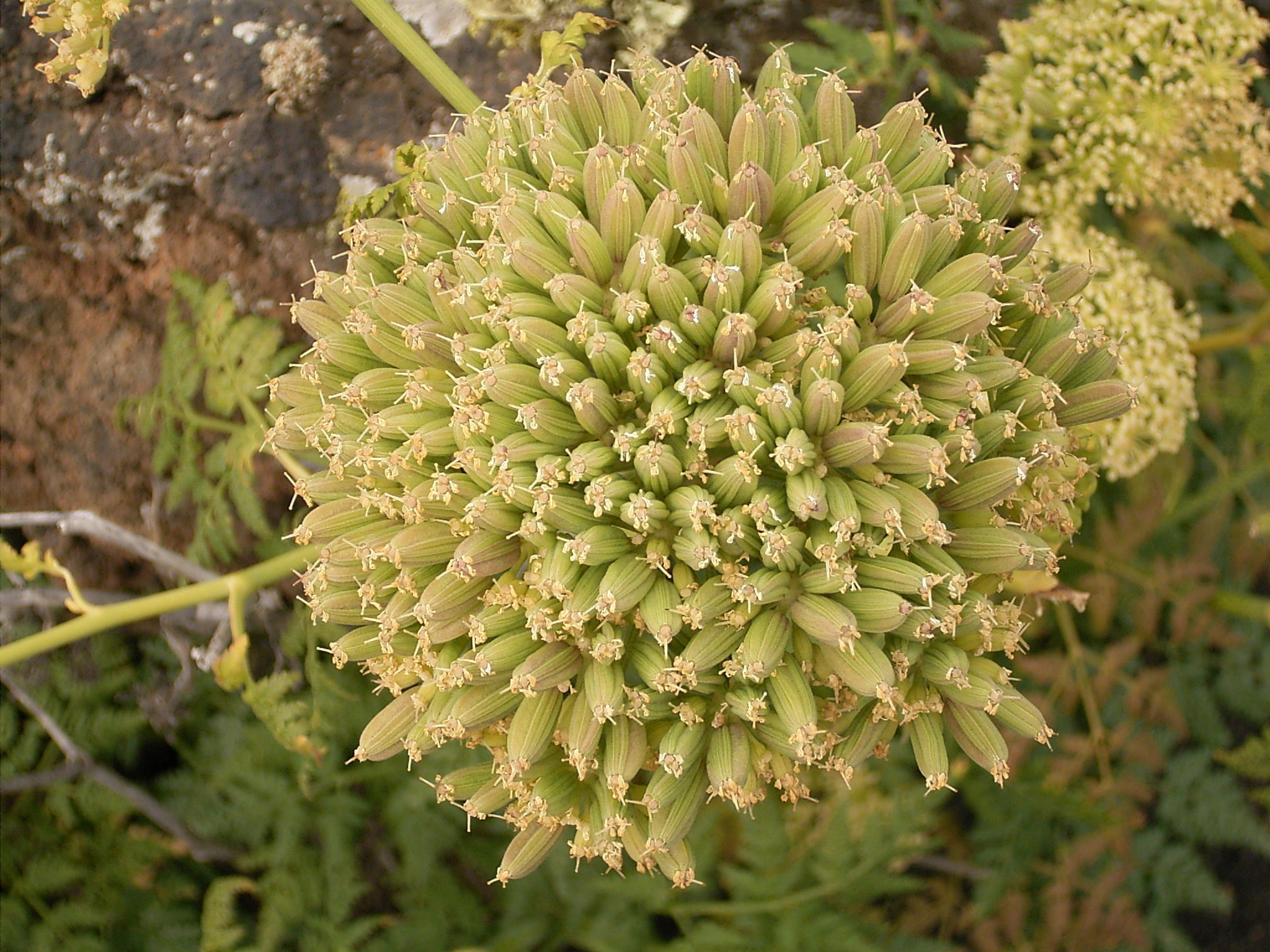